# Benny's Video
Pour plus de détails, voir Fiche technique et Distribution.
Benny's Video est un film austro-suisse réalisé par Michael Haneke, sorti en 1993.
Haneke a déclaré que ses trois premiers films — Le Septième Continent, Benny's Video et 71 Fragments d'une chronologie du hasard — traitent de la « glaciation émotionnelle » de son pays. Ils sont parfois appelés sa « trilogie de la glaciation », mais les liens entre eux sont thématiques et non narratifs.
Le film suit Benny, adolescent d'origine bourgeoise, qui coupé de toute communication avec des parents trop souvent absents, s'est enfermé dans l'univers de la vidéo. Peu à peu son sens des réalités et des valeurs se déforme. Sa rencontre avec une jeune fille va dériver vers l'horreur.

## Synopsis
Benny, un garçon de 14 ans, vit dans une chambre encombrée d'écrans vidéo sur lesquels, à longueur de journée, il se passe des films-catastrophes et des polars violents. Même le spectacle de la rue ne lui parvient que par une caméra installée devant sa fenêtre. Un jour, dans un vidéo-club, il fait la rencontre d'une fille de son âge qu'il invite chez lui. Alors qu'il lui exhibe fièrement un pistolet d'abattage, celle-ci s'amuse à le défier de s'en servir sur elle. Benny s'exécute et la blesse grièvement. La fille crie, Benny s'affole et, pour la faire taire, tire à plusieurs reprises et la tue. Avec un calme déconcertant, il éponge le sang et cache le cadavre. Par la suite, Benny s'arrange pour faire voir à son père et à sa mère les images du meurtre que sa caméra avait enregistrées. Après s'être assuré autant que possible, par questionnement de son fils, qu'on ne pourrait pas établir de lien entre celui-ci et la disparition de la jeune fille, le père décide de taire la mort de la lycéenne et de faire disparaître le corps. Pendant qu'il se livre à ce travail, la mère emmène Benny en Égypte, histoire de lui changer les idées. À leur retour, tout semble arrangé. Sauf que Benny va tout avouer à la police, y compris le rôle post mortem joué par ses parents.

## Fiche technique
- Titre : Benny's Video
- Réalisation : Michael Haneke
- Scénario : Michael Haneke
- Production : Veit Heiduschka et Bernard Lang
- Musique : Johann Sebastian Bach
- Photographie : Christian Berger
- Montage : Marie Homolkova
- Décors : Christoph Kanter
- Costumes : Erika Navas
- Pays d'origine : Autriche - Suisse
- Langue : allemand
- Format : Couleurs - 1,66:1 - Mono - 35 mm
- Genre : Drame psychologique
- Durée : 105 minutes
- Date de sortie : 14 avril 1993 (France)
- Film interdit aux moins de 16 ans lors de sa sortie en France.

## Distribution
- Arno Frisch : Benny
- Angela Winkler : la mère, Anna
- Ulrich Mühe : le père
- Ingrid Stassner : la jeune fille
- Stephanie Brehme : Evi
- Stefan Polasek : Ricci
- Christian Pundy
- Max Berner
- Hanspeter Müller
- Shelley Kästner
- Martin Schoendeling

## Analyse
Benny's Video est un film complexe, dont les interprétations sont multiples et encore aujourd'hui discutées. Haneke lui-même reste très mystérieux quant au sens à donner à ce film. Néanmoins, certaines pistes d'analyses sont plus évidentes que d'autres, notamment celles qui reposent sur des thèmes récurrents chez le réalisateur. Cette analyse ne prétend pas détenir la vérité sur les significations du film ; elle ne fait que proposer quelques hypothèses d'interprétation.

### Un monde d'images comme carapace face à la réalité
En premier lieu, ce film est clairement une critique d'une société noyée dans un flot constant d'images, qui rend poreuse la frontière entre la réalité et l'image virtuelle. On peut ainsi voir en Benny l'incarnation du produit de cette société, et notamment d'une génération inondée par l'image et la fiction, au point de se couper totalement de toute réalité et de devenir un être totalement insensible, monstrueux. Benny est incapable de se confronter à la réalité ; on le comprend notamment lorsqu'il parle de l'enterrement de son grand-père, où il n'a pas été capable de regarder le cadavre du vieil homme en face. Il s'est enfermé dans un monde d'images de fiction, qui lui sert de carapace face au monde extérieur. Sa chambre, lieu de l'intimité, est le symbole de cette bulle qu'il a créée autour de lui ; les fenêtres sont closes, et des écrans les remplacent. Il se sert de ses caméras pour appréhender le monde réel, transformer la réalité en fiction, afin de la maîtriser. Benny a besoin de ce contrôle total sur la réalité pour ne pas en subir les imprévus et leurs maux.

#### La scène du meurtre et ses significations
Mais la réalité n'est pas toujours maîtrisable, et Benny en fait les frais dans ce qui est sans doute la scène centrale du film : la scène du meurtre. Celui-ci nous est montré par le biais d'une mise en abyme ; la caméra de Benny filme le meurtre, et Haneke place sa caméra devant la télévision reliée à la caméra de Benny, qui retransmet l'image du meurtre. Ainsi, on a l'impression que celui-ci se passe derrière nous, et l'effet n'en est que plus terrifiant, car l'image est totalement fixe, et la plus grande partie du meurtre se passe hors-champ, nous parvenant uniquement par le son. Un double hors-champ donc, où les écrans s'emboîtent. Ce procédé de distanciation nous rappelle que ce que nous regardons est un film, un écran de télévision et rien de plus. Cela devrait donc nous apaiser et nous faire prendre du recul par rapport à la situation, mais il n'en est rien, et cette "distanciation inversée" est un casse-tête sans nul doute prévu par le réalisateur.
Le comportement de Benny pendant le meurtre est intéressant à analyser pour comprendre un peu mieux la façon dont fonctionne le personnage. Même si la raison pour laquelle il tire sur la fille est floue (par jeu, par défi?), il semble qu'il soit un peu étonné du coup qui part. Il ne semble pas vraiment comprendre ce qui se passe, et il ne paraît inquiet qu'à partir du moment où la fille commence à crier. Ces cris sont insupportables pour Benny ; il la supplie littéralement de se taire, et semble l'achever uniquement dans le but de l'empêcher de hurler. Comme si pour une fois, la douleur du monde réel rattrapait le jeune garçon : sa coquille de protection est percée, la réalité s'immisce dans sa bulle d'irréalité. Haneke montre très bien ce Benny sur la tangente par un plan significatif : le jeune garçon finit par s'asseoir, adossé contre le mur, et seule la moitié de son corps apparaît dans le moniteur. C'est le moment où, métaphoriquement, il se situe à la fois dans le monde virtuel des images (la partie de son corps que l'on voit à l'écran du téléviseur) et dans le monde réel (la partie du corps que l'on ne voit pas, du côté du meurtre qui est symbole de la souffrance de la réalité).
Cependant, Benny retrouve vite ses marques ; la première chose qu'il fait, après le meurtre, est de se servir un verre d'eau et de finir son repas, comme pour retrouver ses marques de la vie quotidienne. Il cache ensuite le cadavre de la fille avec un drap, comme pour ne plus avoir à regarder l'insupportable réalité. Peu après, il commence à nettoyer les traces du crime, méthodiquement, froidement ; des gestes qu'il semble avoir déjà vus, peut-être dans un film mettant en scène un serial killer. Il se met nu, une méthode efficace pour nettoyer un crime sans laisser de traces sur soi, et finit par filmer le cadavre de la jeune fille. Cette étape est importante car elle est sûrement, pour Benny, un moyen de resituer le meurtre dans sa propre conscience, de le ramener dans le monde de la fiction ; il visionne ensuite ces images sur son téléviseur, comme pour rétablir son habituel contrôle sur la réalité.

### Une réalité trop forte pour Benny
En apparence, Benny semble donc avoir retrouvé la maîtrise des choses en les transformant à nouveau en fiction par le biais de sa caméra... Cependant, ce fait bien réel qu'est le meurtre de la jeune fille n'est pas anodin et à mieux y regarder, on peut se rendre compte qu'il marque véritablement le début d'une seconde phase dans le film et dans la vie de Benny.
En effet, bien qu'il reste d'une froideur impénétrable, on voit naître en Benny, jusqu'ici dépeint comme absolument monstrueux, une sorte d'humanité sous-jacente, presque inconsciente de sa part. Ainsi, sans véritablement avouer son crime, Benny s'arrange tout d'abord pour que ses parents visionnent la vidéo du meurtre. On peut clairement voir dans ce geste une volonté enfouie de retour à la réalité, que doit normalement symboliser l'autorité parentale. Cette première tentative est un échec car ses parents s'avèrent être bien pires que leur propre fils. Eux qui sont pourtant, contrairement à lui, bien ancrés dans la réalité, décident sciemment de faire disparaître toute trace du meurtre et faisant disparaître le corps de la jeune fille. Cette fois-ci, c'est très ironiquement la réalité de leur propre image, que les parents de Benny cherchent à préserver, bien plus encore que leur fils lui-même.
Pendant que son père se débarrasse du corps, Benny et sa mère partent donc faire un voyage en Egypte, où Benny emmène bien évidemment sa caméra vidéo et se coupe à nouveau du réel. Dans ce passage, on retrouve à nouveau une scène qui peut être analysée comme le glissement de Benny dans une forme de culpabilité et de volonté de retour au réel. On le voit dans sa chambre qui regarde la télé, zappe et se retrouve finalement face à une image d'orgue jouant du Bach, dans une musique de funérailles. À ce moment précis, pour la première fois, on peut voir Benny se détacher de l'image et rentrer dans une forme de réflexion interne. Très symboliquement, il quitte l'écran des yeux, s'approche de la fenêtre et pour la première fois il semble chercher à voir la réalité en face, sans intermédiaire, sans véritablement y parvenir puisque sa vision se limite au premier plan (il ne voit que les bateaux au port, et pas la mer qui est plongée dans l'obscurité). Cette interprétation ne fait pas l'unanimité et reste encore aujourd'hui discutée. Cependant, lorsqu'on trouve du Bach chez Haneke, il s'agit toujours d'un moment crucial, ce qui conforte l'idée que cette scène a une importance particulière.
Enfin, au retour du voyage, alors que toute trace de la réalité du crime a disparu et que Benny n'aurait plus qu'à retomber tranquillement dans la fiction de son quotidien, il choisit d'avouer le crime à la police, dénonçant du même coup ses parents. Le plus déroutant est que lui-même ne semble toujours pas comprendre le pourquoi de ce revirement. On peut néanmoins voir ceci comme la morale d'une réalité trop forte pour supporter d'être cantonnée à la fiction, voire une victoire de l'humain sur le monstre.

### Un message politique déguisé
Pour conclure, on peut aussi voir dans ce film une dimension critique plus générale du réalisateur envers son pays. Haneke est Autrichien et d'après lui, les Autrichiens sont très forts pour « mettre les choses sous le tapis »... Pour faire semblant de ne pas voir, notamment face aux actes nazis par exemple. Ainsi ce film est clairement une référence à cette mentalité. On peut mettre Benny, qui refoule ce qu'il a fait, en lien avec les Autrichiens eux-mêmes. De même que ses parents, qui cherchent à masquer la réalité pour préserver leur image. Au départ ce film est autrichien et destiné au peuple autrichien. On peut donc dire sans trop de risque que ce film contient un message, mais celui-ci s'avère être plus universel que prévu, et pourrait très bien s'adresser à d'autres pays que l'Autriche...